# Багнаир
Багнаир (Багнайир, арм. Բագնայրի վանք; также известный как Багнаирский монастырь и монастырь Багнайра) — армянский монастырь, основанный в 989 году Ваграмом Пахлавуни, располагающийся в современном курдском селе Козлуца, в нескольких километрах от города Ани, Турции. Ныне используется как амбар.

## История
Слово «Багнаир» означает «Пещера огненного алтаря». На месте монастыря в дохристианский период, предположительно, располагалось зороастрийское святилище. 
Историк XI века Степанос Асогик указывает, что монастырь был основан Ваграмом Пахлавуни в 989 году. К 1040-м годам он стал крупным религиозным центром. Монастырь, вероятно, был заброшен в конце XIII века, когда данная местность перешла под контроль турок. В XIX веке заброшенные здания использовались курдами как летнее жилище.
В настоящее время, по сообщению курдского корреспондента, побывавшего на территории комплекса, монастырь не находится под охраной турецкого государства, а жители используют его как амбар.

## Устройство монастыря
Комплекс состоит из церкви Богородицы, к юго-востоку от которой располагаются ещё две небольшие церкви XI и XII веков. 

## Галерея

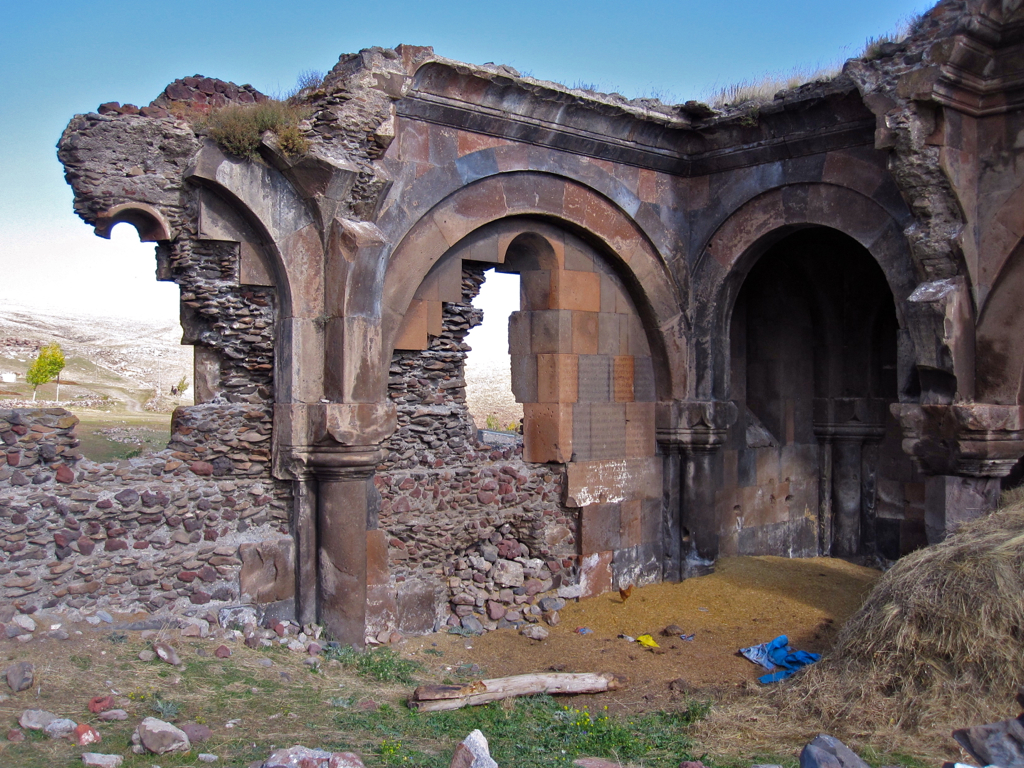
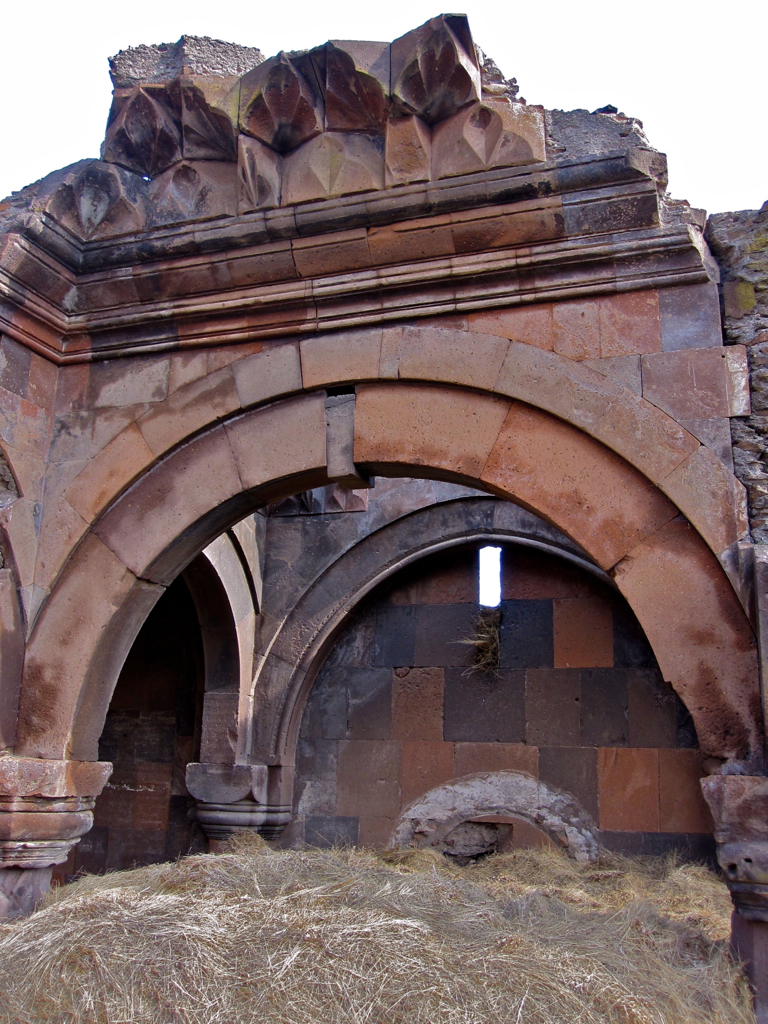
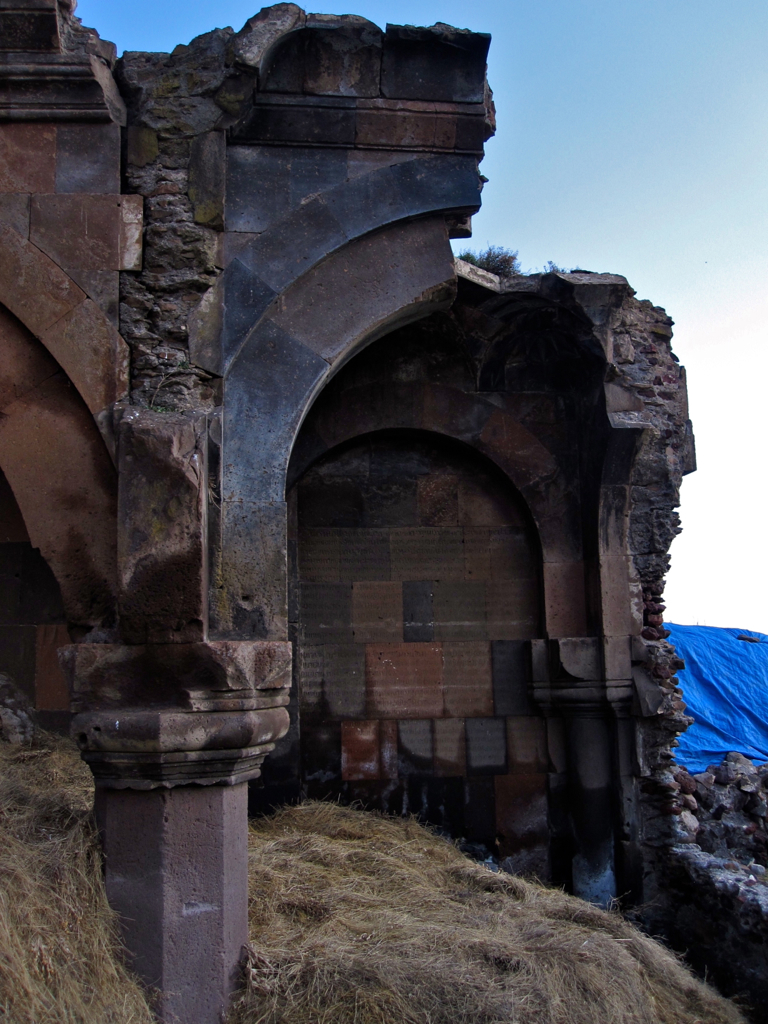
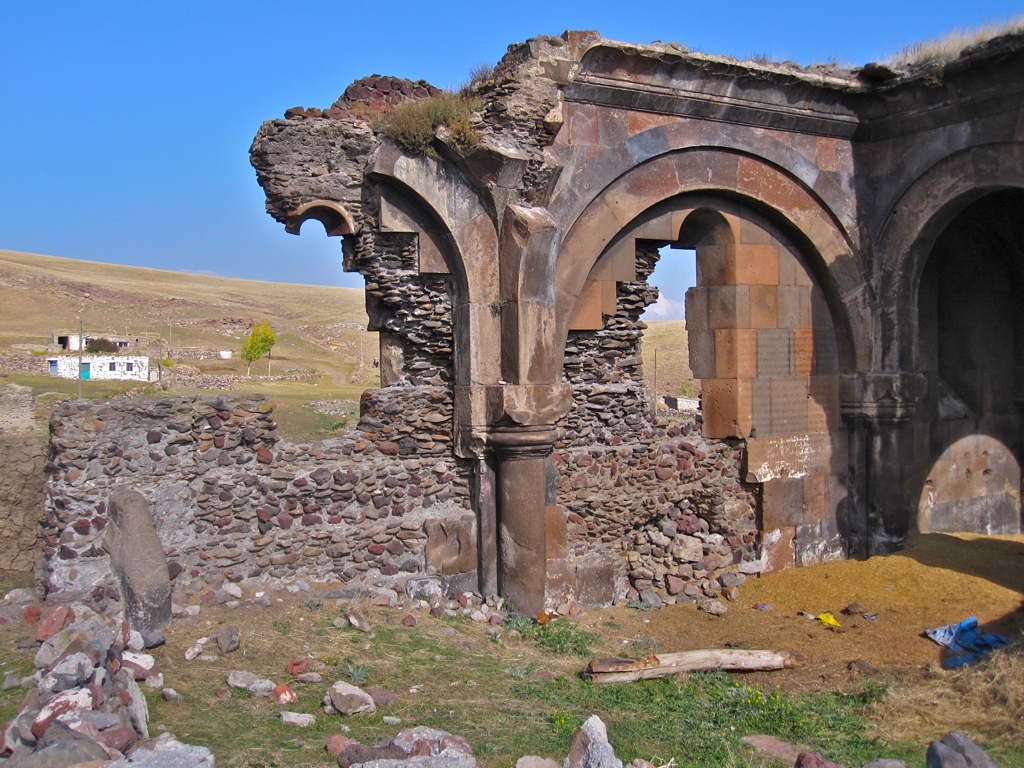
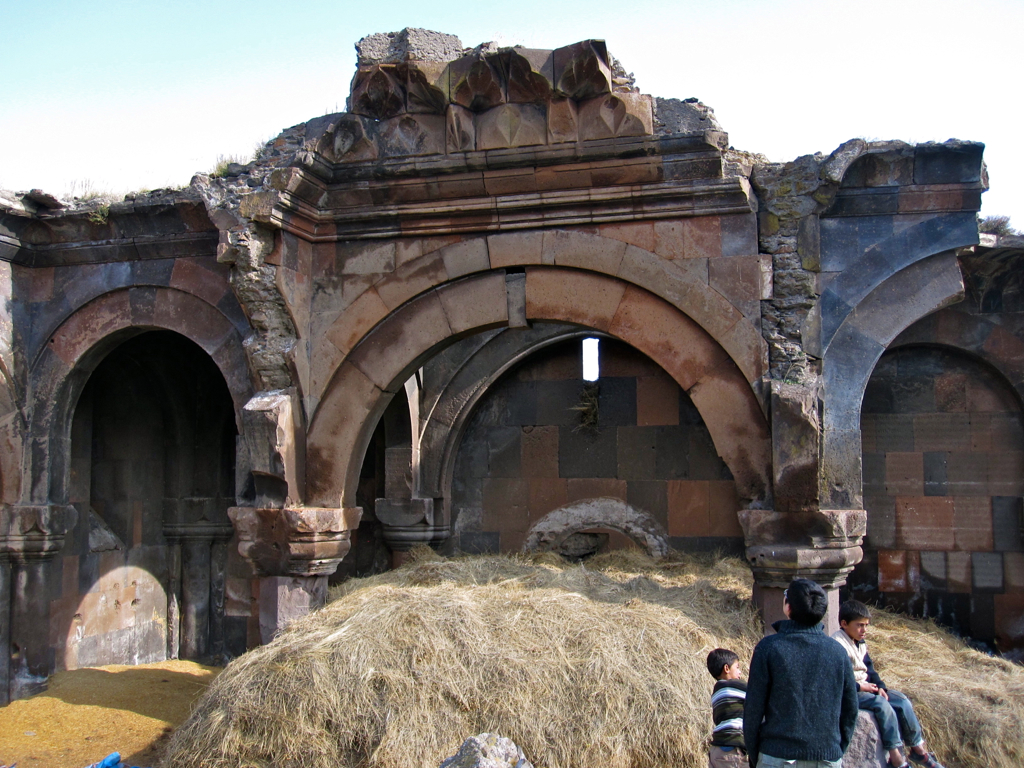
Растения, складированные в здании монастыря
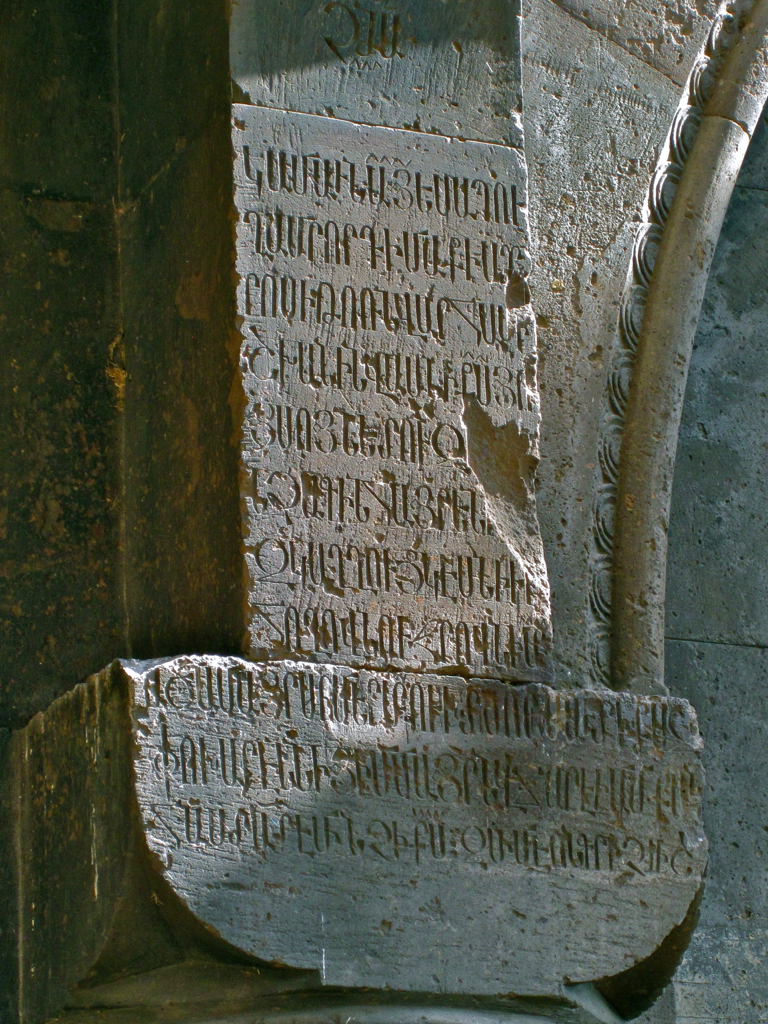